# Suleiman bin Mudhafar
Suleiman bin Mudhafar (nascut el 1467) va ser rei d'Oman des del 1501 fins a la seva mort el 1521. Va pujar al tron el 1501 després del període d'interregne després de l'abdicació del sultà Omar al Sharif i l'enderrocament de Muhammad bin Ismail. Suleiman estava casat amb el Maham Shah Mirza del sultanat de Gurkani, que va morir el 1532. El van succeir el seu fill Numair bin Suleiman (nascut el 1506) i la seva filla Hayat bint Suleiman (nascuda el 1508).
Suleiman va néixer a Mudhafar (1431–1496), fill d'Abul Hassan d'Oman; i com a tal era net del rei Abul Hassan, juntament amb el seu germà Musaaid bin Mudhafar.